# 尹玉峰
尹 玉峰（いん ぎょくほう 1979年5月29日- ）は中国の柔道選手。階級は78kg級。

## 人物
1999年のアジア選手権78kg級で優勝すると、世界選手権でも決勝まで進むものの、阿武教子に大内刈で敗れた。2000年のアジア選手権では2連覇を達成するが、国内予選に敗れてシドニーオリンピックには出場できなかった。2001年の東アジア大会では3位だった。

## 主な戦績
- 1999年 - アジア選手権　優勝
- 1999年 - 世界選手権　2位
- 2000年 - ドイツ国際　2位
- 2000年 - アジア選手権　優勝
- 2001年 - 東アジア大会　3位
- 2001年 - 韓国国際　3位
- 2003年 - 世界選手権　団体戦　2位